# غلين لورد
غلين لورد (بالإنجليزية: Glenn Lord)‏ هو ناقد أدبي وصحفي أمريكي، ولد في 17 نوفمبر 1931 في Pelican, Louisiana ‏ في الولايات المتحدة، وتوفي في 31 ديسمبر 2011 في تكساس في الولايات المتحدة.